# Dopłata (filatelistyka)

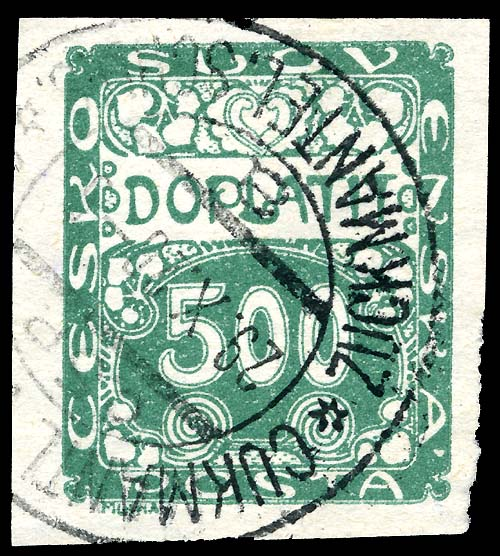
Czechosłowacki znaczek dopłaty (z roku 1918)

Dopłata – zapłata pobierana przez pocztę za dostarczenie przesyłki, która nie została opłacona lub była niedostatecznie opłacona. Dopłata jest uiszczona w gotówce lub w postaci znaczków dopłaty.
Dopłatą określa się również dodatkową, poza wartością nominalną, sumę pieniędzy pobieraną przez pocztę za znaczki lub całostki. Przeznaczona jest ona na cele dobroczynne.